# Krążkownicowate
Krążkownicowate (Discinaceae Benedix) – rodzina grzybów z rzędu kustrzebkowców (Pezizales).

## Charakterystyka
W rodzinie Discinaceae występują zarówno grzyby naziemne, jak i podziemne. Grzyby podziemne z rodzaju Hydnotrya są ektomykoryzowe, pozostałe rodzaje są grzybami saprotroficznymi rozwijającymi się na próchniejącym drewnie i innej materii organicznej. Owocniki typu apotecjum, u grzybów nadziemnych przeważnie duże, siedzące, lub wyrastające na trzonkach. Niektóre gatunki rozwijają się wczesną wiosną. Opisano u niektórych gatunków formy bezpłciowe (anamorfy), podobne do Costantinella w rodzinie smardzowatych (Morchellaceae).

## Systematyka
Pozycja w klasyfikacji według Index Fungorum
Discinaceae, Pezizales, Pezizomycetidae, Pezizomycetes, Pezizomycotina, Ascomycota, Fungi.
Rodzaje
Według aktualizowanej klasyfikacji Index Fungorum bazującej na Dictionary of the Fungi do rodziny tej należą rodzaje:
- Discina (Fr.) Fr. 1849 – krążkownica
- Gyromitra Fr. 1849 – piestrzenica
- Hydnotrya Berk. & Broome 1846[2].

Nazwy polskie według M.A. Chmiel.